# Jurij Daniłoczkin
Jurij Miłanowicz Daniłoczkin (ros. Юрий Миланович Данилочкин; błr. Юрый Міланавіч Данілачкін, Juryj Miłanawicz Daniłaczkin; ur. 22 lutego 1991 w Leningradzie) – białoruski narciarz alpejski.

## Udział w ważnych imprezach

### Igrzyska olimpijskie
- Soczi 2014 – 31. (zjazd), 37. (supergigant), DNF (super kombinacja, slalom gigant, slalom)

### Mistrzostwa świata
- Ga-Pa 2011 – 20. (super kombinacja), 34. (supergigant), 40. (zjazd), 51. (slalom gigant)
- Schladming 2013 – 19. (super kombinacja), 38. (slalom). 43. (slalom gigant), 53. (super gigant), DNF (zjazd)

### Mistrzostwa świata juniorów
- Formigal 2008 – 15. (kombinacja), 37. (super gigant), 38. (slalom), 43 (slalom gigant), 49 (zjazd)
- Ga-Pa 2009 – 13. (kombinacja), 38. (zjazd), 41. (slalom gigant), 42. (slalom), DSQ (super gigant)
- Francja 2010 – 13. (kombinacja), 30. (zjazd), 39. (slalom). 57. (slalom gigant), 65 (super gigant)
- Crans Montana – 49. (zjazd), DNF (slalom, slalom gigant, super gigant)

## Puchar Świata
- 2011/2012 – 135. miejsce (6 punktów), 39. miejsce w kombinacji (6 punktów)